# Arheološko nalazište Stari Majdan
Arheološko nalazište Stari Majdan nalazi se u općini Sanski Most, Bosna i Hercegovina.

## Povijest
U željeznom dobu, u 5. i 4. st. pr. Kr. postojalo je u Sanskom Mostu naseobina, čiji su se stanovnici bavili proizvodnjom željeza i izradom željeznih predmeta.
Za vrijeme Rimske uprave zabilježena su brojna naselja uz rimsku puteve, koja je tim pravcem prolazila. Na lokalitetu Crkvina, u selu Šehovci, otkriveno je rimsko naselje i metalurški pogon.
Topionica (officina ferraria) u Starom Majdanu djelovala je u 3. i 4. st. pr. Kr., nešto kasnije od pogonâ u dolini Japre. Ο dugotrajnosti i snažnosti njenog rada govore prostrane i duboke (do 6 m) halde troske.
Rudnici na Sani, kao i drugi po Bosni, bili su i za Rimljane značajni.
Status rudnika u zapadnoj Bosni nije bio istovjetan sa statusom rudnika na Drini, što je dovelo i do različitog administrativno-političkog položaja ovih dviju regija. Na Sani su to državna (carska) imanja, a na Drini razvijeni municipaliteti. Vjerojatno je do te razlike došlo i zbog toga što je na istoku romanizacija bila učinkovitija pa su mun. Malvesiatium (Skelani) i kasnije Domavia (Srebrenica) dosta rano postali samoupravni gradovi.